# اینگهام، کوئینزلند
اینگهام (به انگلیسی: Ingham) یک شهرک در استرالیا است که در Shire of Hinchinbrook واقع شده‌است.